# Schloss Troussay

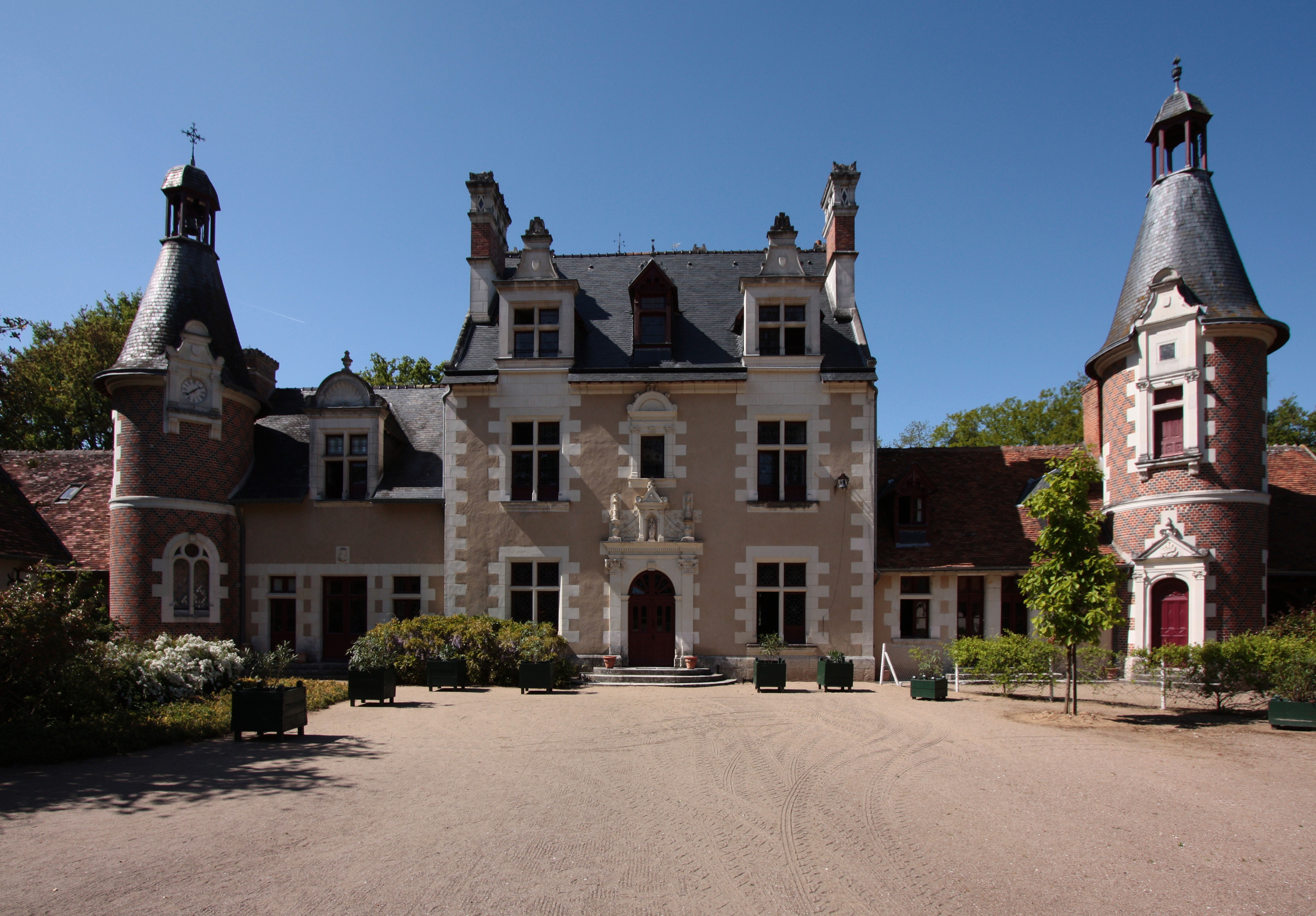
Hauptfassade des Schlosses, benannt nach König Franz I.

Das Schloss Troussay befindet sich in der Gemeinde Cheverny im Département Loir-et-Cher der Region Centre-Val de Loire in Frankreich. Es ist eines der kleinsten Loire-Schlösser und steht seit dem 25. Januar 2000 als Monument historique unter Denkmalschutz.

## Baugeschichte

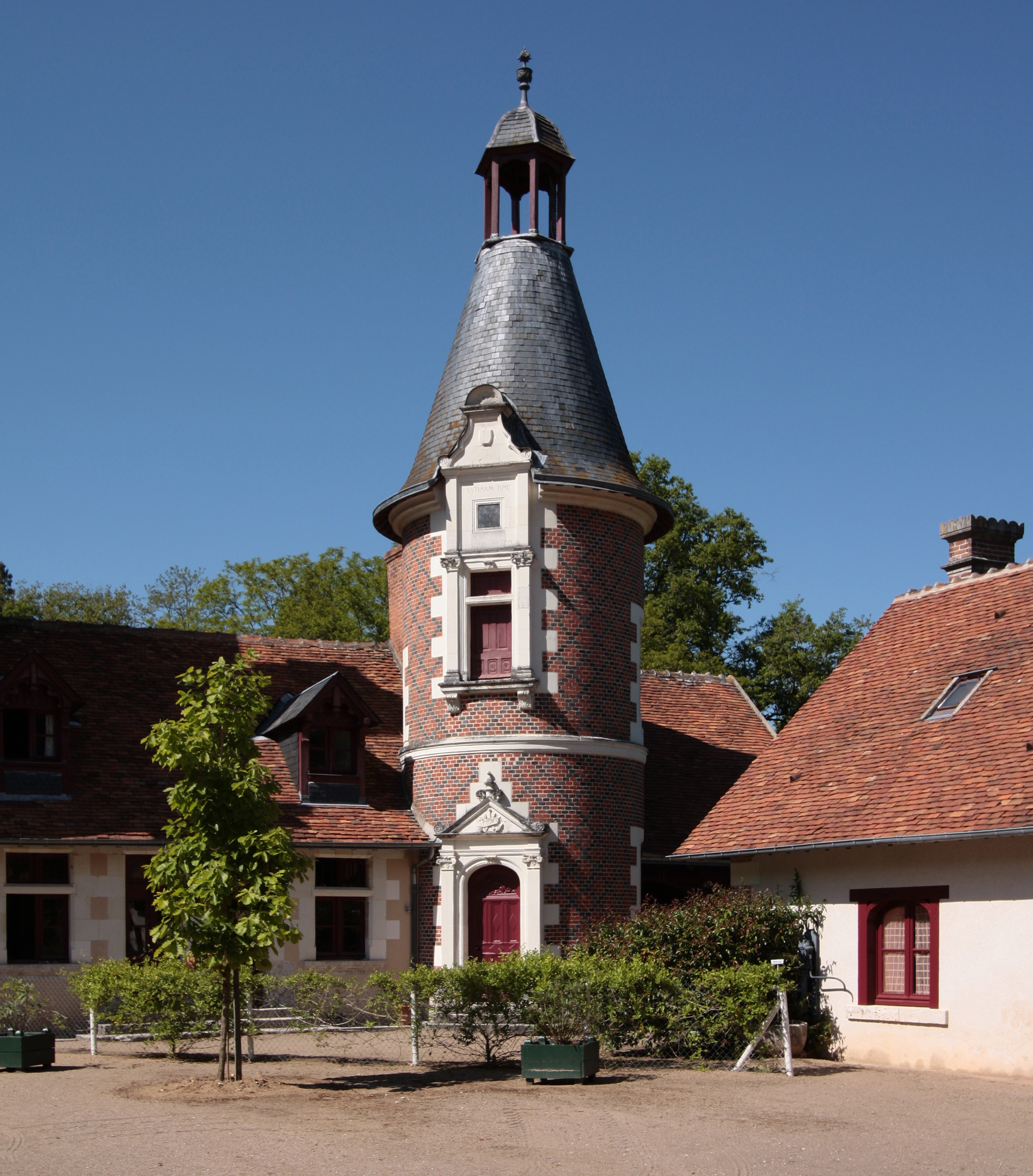
Turm rechts der Hauptfassade

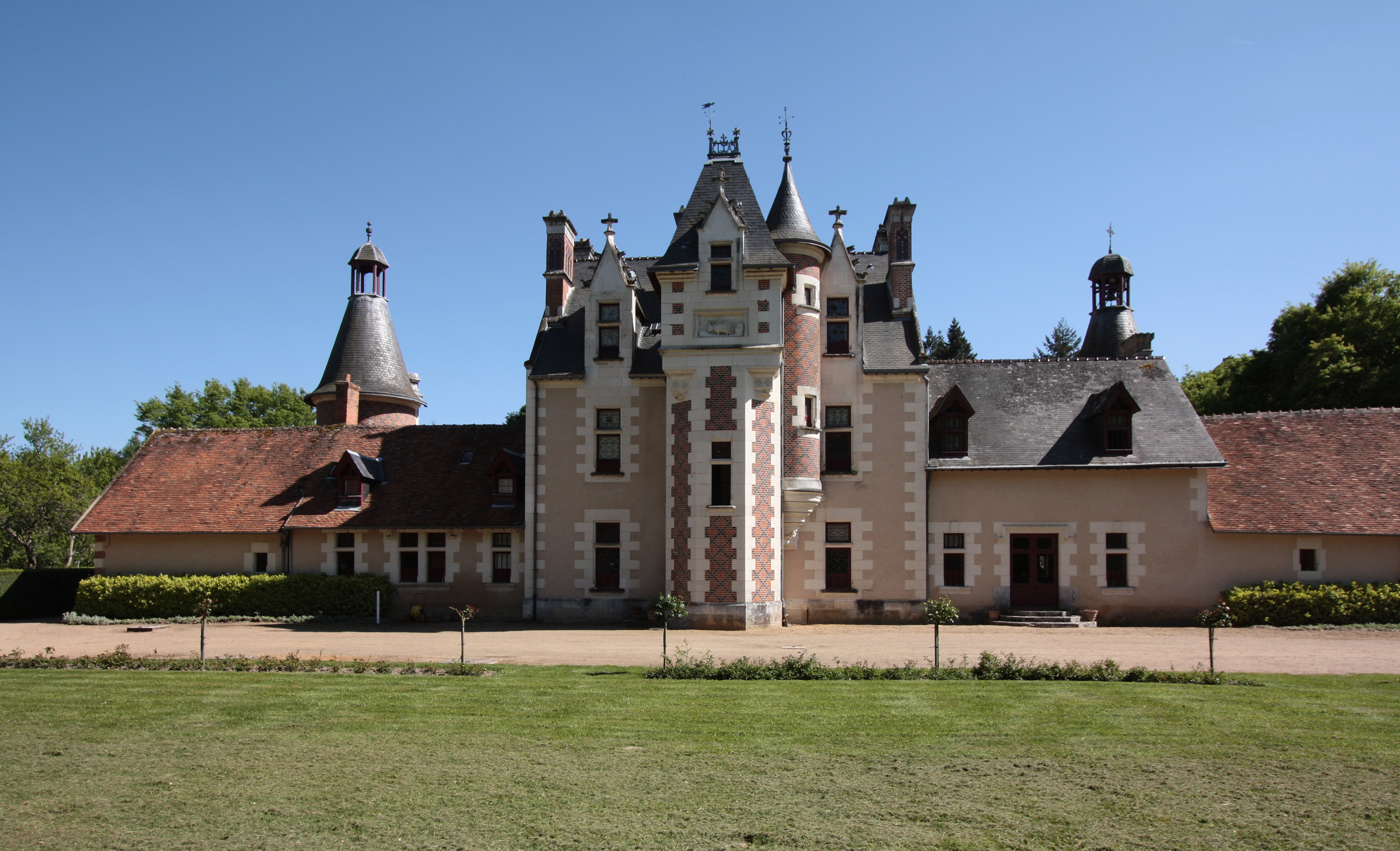
Parkfront

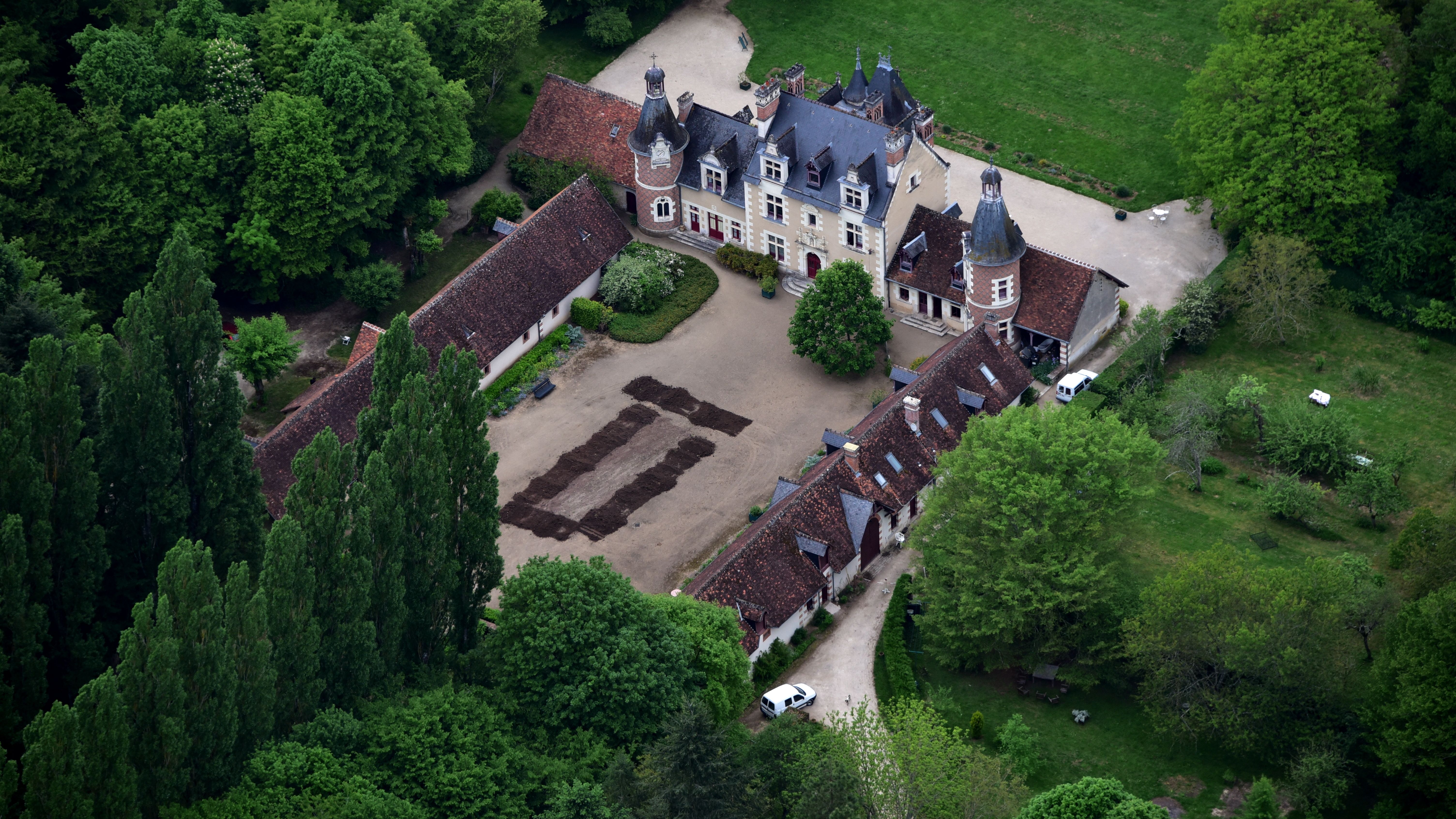
Schloss Troussay, Luftaufnahme (2016)

Erster urkundlich erwähnter Besitzer des Anwesens war Robert Bugy, in der Zeit Franz I. Verwalter des Salzlagers von Blois und Schildträger des Königs. Seine Nachkommen bewohnten das Schloss bis in das 18. Jahrhundert.
1732 wurde Troussay von der Familie Pelluys erworben, und 1828 ging das arg vernachlässigte Schloss aufgrund der Erbfolge in den Besitz des Historikers Louis de la Saussaye, einem Freund des Schriftstellers Prosper Mérimée, über. Saussaye bemühte sich mit Hilfe des Architekten Louis de La Morandière um die Rettung des Renaissance-Bauwerkes unter Berücksichtigung seines ursprünglichen Charakters. Zur Restaurierung wurden Teile aufgelassener Renaissance-Architektur aus der Umgebung des Schlosses verwendet: Skulpturen, Fassadendekorationen und Schornsteine, geschnitzte Holztüren und Fenster, Glasmalereien im Renaissancestil und vieles andere.

## Die Architektur
Der Südfassade des Mittelgebäudes wurde im 16. Jahrhundert der Stil Franz I. aufgeprägt, was sich in den schieferbelegten Schornsteinen, Fensterkreuzen sowie den Tragsteinen der Rosettenfenster ausdrückt. Im oberen Teil der Tür des rechten Turmes ist der Salamander, das Wappentier Franz I., zu sehen.
Die Nordfassade ist im Stil Ludwigs XII. gestaltet. Am Treppenturm wurde des Königs Wappentier, das Stachelschwein-Relief, eingefügt. Es stammt aus dem Hôtel Hurault de Cheverny in Blois.
Die beiden, sich rechts und links des Eingangshofes erstreckenden langen Baukörper der Wirtschaftsgebäude stammen aus dem 17. Jahrhundert. Der rechte Flügel beherbergte einen Eselsstall, eine Heuscheune und den Backofen, der noch vorhanden ist. Heute ist in den Räumen ein Regionalmuseum für Kunst und Tradition in der Sologne untergebracht. Auf der Sonnenuhr des Turmes ist ein lateinischer Spruch zu lesen: „Fürchte die letzte Stunde, die Zeit vergeht, pflücke den Tag.“
Das Innere des Schlosses wurde bei der Restaurierung durch das Hereinnehmen von Elementen anderer Bauwerke radikal verändert. So stammen zum Beispiel die dem 16. Jahrhundert entstammenden farbigen Glasfenster aus dem Palais Sardini und dem Palais Guise in Blois, die Tür mit einem kunstvollen Ornament der Frührenaissance aus der Kapelle von Bury.

## Der Garten

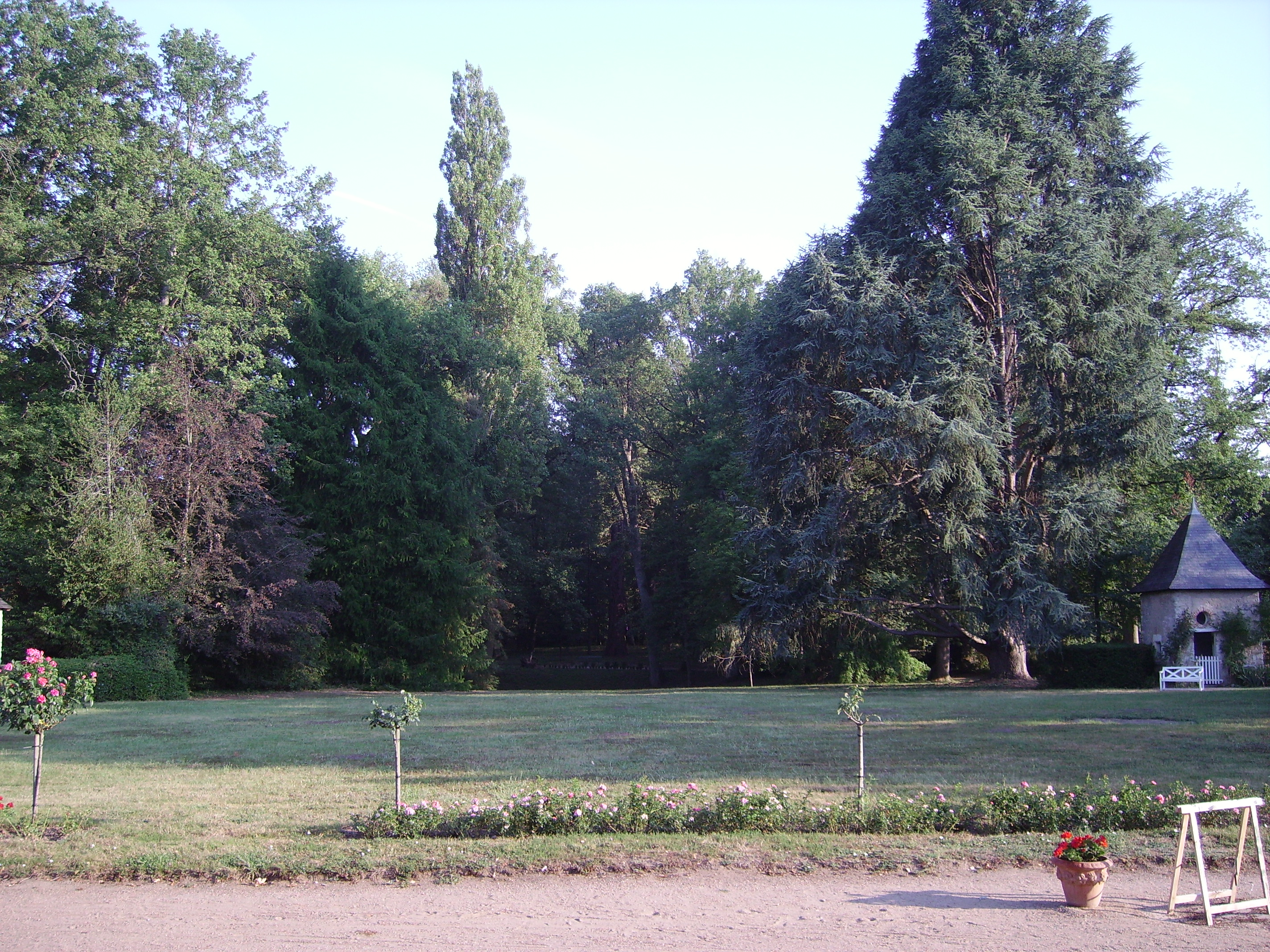
Ansicht des Parks

Der sich hinter dem Bauwerk ausdehnende Park gewährt dem Besucher reizvolle Ausblicke.
Der ehemalige französische Garten ist im 18. Jahrhundert vernachlässigt und dann vollständig aufgegeben worden. Erst im 19. Jahrhundert wurde er dank der Anstrengungen Louis de la Saussayes wieder erneuert. Heute erinnern nur noch ein Graben, Rest der ehemaligen Wasseranlage und zwei kleine Pavillons an den ehemaligen Garten.
Der den Garten umgebende Buchsbaum ist wohl dreihundert Jahre alt. Es gibt ebenfalls noch einige sehr alte und seltene Bäume, zum Beispiel eine schöne Libanon-Zeder, amerikanische Mammutbäume und eine immergrüne Eiche.